# Zure bom

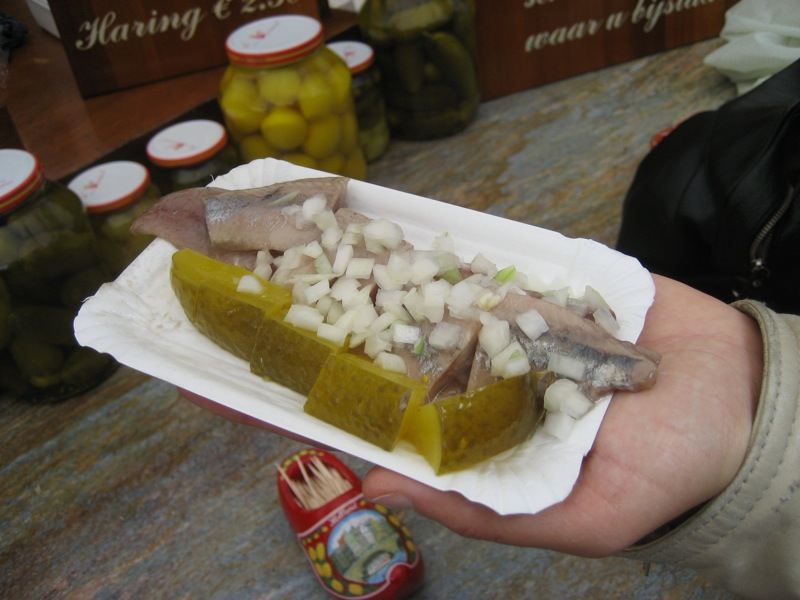
Haring met zuur

Een zure bom is een Noord-Nederlandse term voor een ingelegde (grote) augurk, die vooral in Nederlandse haringkarren wordt verkocht. De smaak is zoetzuur, waarbij het zuur overheerst.
Ook de rolmops, een opgerolde haring met een stuk augurk, wordt wel zure bom genoemd.